# Transportation Building
Le Ritz Hotel Tower est un gratte-ciel de 166 mètres construit à New York en 1928. 